# Catedral de San Botulfo de Aalborg
La catedral de San Botulfo de Aalborg (en neerlandés: Budolfi kirke) es la iglesia catedral de la díócesis de Aalborg, perteneciente a la Iglesia del Pueblo Danés. Está dedicada al monje inglés san Botulfo.
Es una iglesia-salón gótica de finales del siglo XIV construida de ladrillos. Su planta incluye tres naves, un coro, una torre occidental, un vestíbulo adyacente a esta y una sacristía en el costado norte.
La sacristía data de 1899 y el chapitel barroco sobre la torre de 1773-1774. El coro fue expandido en la mitad del siglo XX durante la restauración coordinada por el arquitecto real Hack Kampmann.
Los únicos murales de la iglesia son de estilo gótico tardío, datan de principios del siglo XVI y se localizan en el porche de la iglesia. En la bóveda hay representaciones de los cuatro símbolos de los evangelistas, y en los muros varias escenas bíblicas.
El retablo barroco, donado en 1689, fue elaborado por el escultor Lauritz Jensen. Es de pequeñas dimensiones, pero de destacado valor artístico y con un baño de oro. En su base se halla esculpido el nombre y el escudo de su donador, el destacado ciudadano Nils Jespersen.
El púlpito, obra también de Lauritz Jensen, fue donado en 1692 por Johannes Friedrenreich. Se trata de una fastuosa obra barroca embellecida con motivos pictóricos sobre la pasión de Cristo desde el huerto de Getsemaní hasta la resurrección. En lo más alto, hay una talla de cristo triunfante, y sosteniendo al púlpito, Moisés con las tablas de la ley.
Otra pieza notable es el púlpito real, de madera pintada de verde. Tiene talladas las iniciales coronadas de Cristián VII y de su esposa la reina Carolina Matilde. Pintados en el púlpito, los escudos reales de Dinamarca y el Reino Unido (la tierra natal de la reina), así como cuatro alegorías de virtudes con el rostro de Carolina Matilde. Nunca fue utilizado por los monarcas.
En la nave norte hay un tríptico medieval con relieves escultóricos de la crucifixión. Éste era propiedad de la bailarina Ulla Poulsen, quien decidió donarlo a la catedral a su muerte, en 2001.
La torre presenta cuatro relojes idénticos en cada uno de sus lados, obra del joyero de Hamburgo Frederich Vilhelm Meyer. En cada esquina, los relojes tienen esculpido un gallo.

## Galería de imágenes

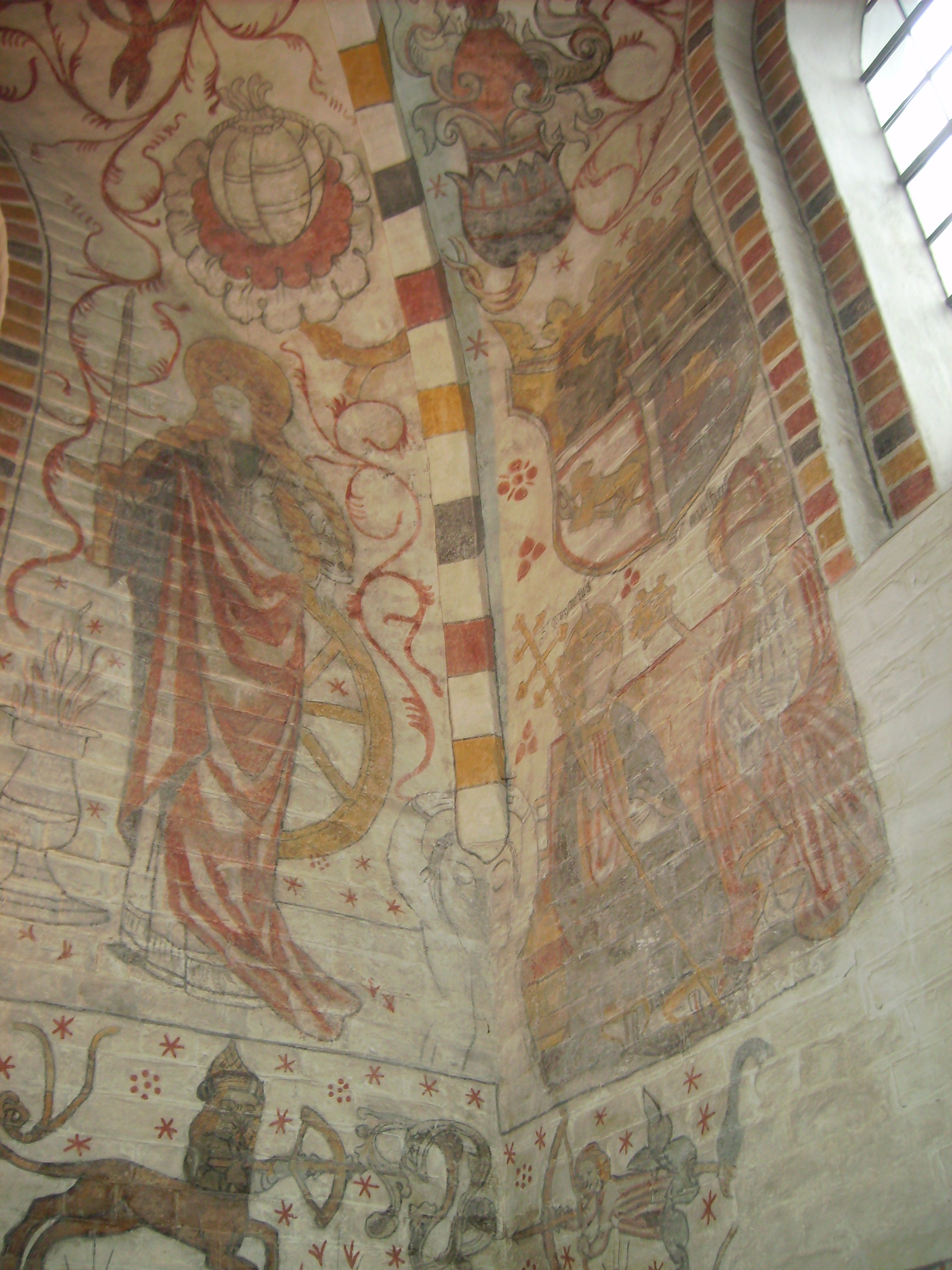
Frescos del vestíbulo
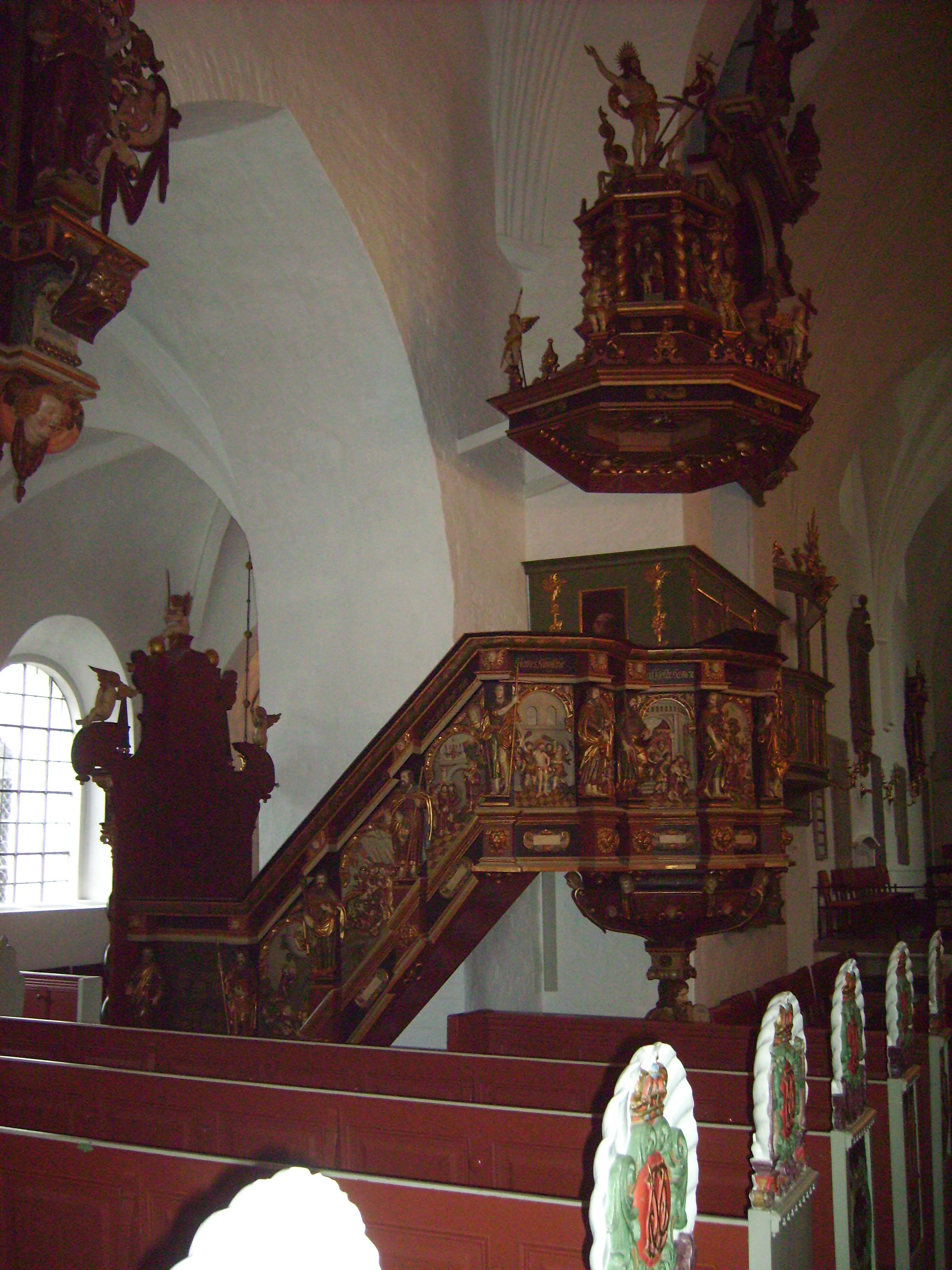
El púlpito barroco
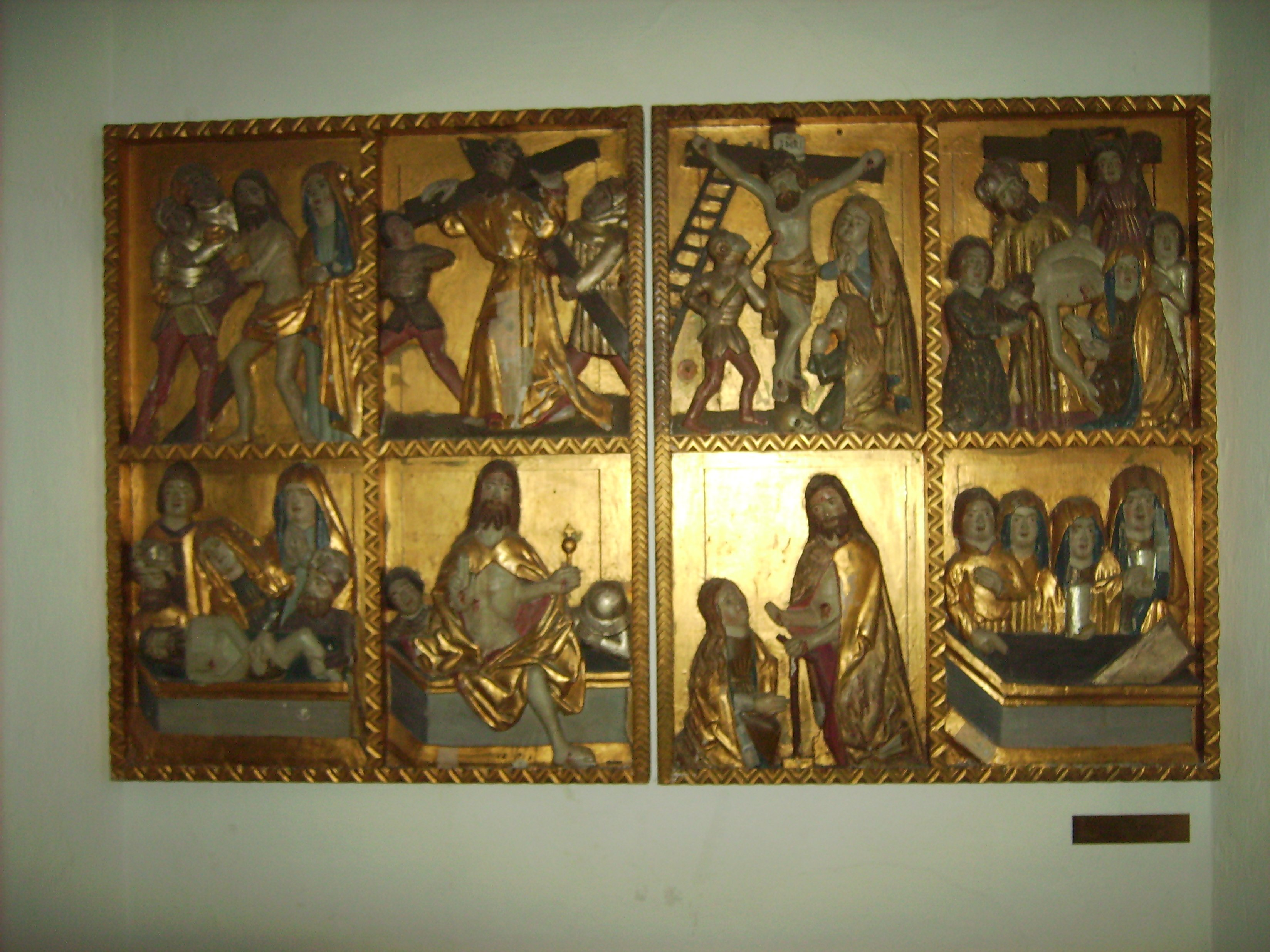
Tríptico medieval